# Pšata, Cerklje na Gorenjskem
Pšata je gručasto naselje, v Občini Cerklje na Gorenjskem. Nahaja se na vzhodnem robu Cerkljanskega polja, pod Grajskim hribom.
V vasi je cerkev sv. Marije Magdalene. Sedanja stavba je bila zgrajena leta 1738.
V bližini izvira reka Pšata, ki je po naselju dobila ime.